# Bibliographie sur le pèlerinage de Saint-Jacques-de-Compostelle

## Ouvrages généraux
- Sophie Martineaud et Arlette Moreau, Sur les routes de Compostelle : Les voies et les étapes du pèlerinage, Paris, éd. Flammarion, octobre 1999, 157 p. (ISBN 978-2-08-201066-5)

## Histoire
- Denise Péricard-Méa, Compostelle et cultes de saint Jacques au Moyen Age, Paris, PUF, 2002, 385 p. (ISBN 978-2-13-051082-6)
- Bernard Gicquel, La Légende de Compostelle, Le Livre de Jacques, Paris, Tallandier, 2003, 760 p. (ISBN 978-2-84734-029-7)
- Denise Péricard-Méa, Brève histoire du pèlerinage de Saint-Jacques de Compostelle, Gavaudun, PUF, 2003 (ISBN 978-2-910685-33-1)
- Denise Péricard-Méa, Les Routes de Compostelle, Paris, Gisserot, 2002 (réimpr. 2006), 124 p. (ISBN 978-2-87747-672-0, présentation en ligne)
- Louis Mollaret et Denise Péricard-Méa, Dictionnaire de saint Jacques et Compostelle, Paris, Gisserot, 2006, 191 p. (ISBN 978-2-87747-884-7, présentation en ligne)
- Père Georges Berson, Avec saint Jacques à Compostelle  (ISBN 2-220-05603-1)
- Ferdinand Soler, Guide pratique du Chemin de Saint-Jacques de Compostelle  (ISBN 2-84454-334-0)
- Yves Morvan, Une page de l'histoire des chemins de Saint-Jacques en Haute-Auvergne in Vivre en moyenne montagne: Éditions du CTHS, 1995  (ISBN 2-7355-0293-7)

- Thomas Deswarte, De la destruction à la restauration, Turnhout 2003, p. 106f.
- (de) Klaus Herbers: Politik und Heiligenverehrung auf der Iberischen Halbinsel. Die Entwicklung des „politischen Jakobus“, in: Politik und Heiligenverehrung im Hochmittelalter, hrsg. Jürgen Petersohn, Sigmaringen 1994, p. 199–202.
- (en) Jan van Herwaarden: The origins of the cult of St James of Compostela. In: Journal of Medieval History 6, 1980, p. 1–35

## Témoignages

### Témoignages anciens
- Nompar de Caumont, Chemins de Compostelle : Trois récits de pèlerins partis vers Saint-Jacques 1417- 1726- 1748, Paris, Cosmopole, septembre 2009, 227 p. (ISBN 978-2-84630-043-8).
- Denise Péricard-Méa (dir.), De la Bohême jusqu'à Compostelle Aux sources de l'idée d'union européenne, préface de Denise Péricard, introduction de Martin Nejedly, Atlantica, coll. « Autour de Compostelle », Biarritz, 2008  (ISBN 978-2-7588-0180-1). Contient : « Le projet du roi Georges de Podebrady (1464) » ; « Le voyage de Léon de Rozmital (1465-1467) ».
- Denise Péricard-Méa (tr.), De Nuremberg à Grenade et Compostelle Jérôme Münzer, 1493, annotations de la traductrice, Atlantica, Biarritz, 2009.
- Denise Péricard-Méa (dir.), Récits de pèlerins de Compostelle Neuf pèlerins racontent... '1414-1531), préface d'Ignacio Iñarrea Las Heras, La Louve, Cahors, 2011
- Jean-Claude Bourlès (éd.), Guillaume Manier, un paysan picard à Saint-Jacques-de-Compostelle (1726-1727), Payot et Rivages, coll. « Petite Bibliothèque Payot-Voyageurs », Paris, 2002, 159 p.  (ISBN 2-228-89598-9).
- René Crozet, pèlerinage en 1982: "compagnons de Compostelle" aux éditions de Gergovie en 1989

### Témoignages récents
- Jacques Clouteau, Il est un beau chemin semé d'épines et d'étoiles : moi, Ferdinand, roi des ânes et roi d'Aragon, j'ai traîné un fêlé 1700 km sur le chemin de Compostelle, du Puy-en-Velay à Santiago, et c'était bien, Les Sables-d'Olonne, les éditions du vieux crayon, octobre 2008, 352 p. (ISBN 978-2-916446-18-9, lire en ligne)pèlerinage avec un âne en 1990
- Fabien Vagas, Carnet de route - St Jacques de Compostelle - Le Chemin Anglais 121 km à pied sans entraînement, un mini guide pratique et logistique, 2016
- Alix de Saint-André, En avant, route !, Gallimard, 16 avril 2010, 307 p. (ISBN 978-2-07-012837-2 et 2-07-012837-7)où elle raconte ses trois voyages à pied vers Saint-Jacques-de-Compostelle
- Raymond Ricard, "Ultreya, pèlerin!" récit du Camino francès parcouru en 1993  (ISBN 978-2-914651-84-4)
- Jean-Christophe Rufin, Immortelle randonnée,  éd. Guerin, 2013  (ISBN 978-2-35221-061-0)
- Huguette Olivier, "De Châlons en Champagne à Compostelle",  éd. Siloë,  (ISBN 978-2-908925-27-2)
- Alain Humbert , " Compostelle vous en pensez quoi?",  éd. Edilivre,  (ISBN 978-2-334-07341-7)
- Jean-Marc Potdevin, Les mots ne peuvent dire ce que j'ai vu : l'expérience mystique d'un business angel, Paris, Éditions de l'Emmanuel, février 2012, 192 p. (ISBN 978-2-35389-172-6).
- Antoine Bertrandy, Vers Compostelle : Drôles de rencontres, Paris, Editions Transboréal, coll. « Voyage en poche », février 2015, 300 p. (ISBN 978-2-36157-088-0).
- Anne-Marie Minvielle, Sophie Brissaud et François Desgrandchamps, Compostelle : Recettes du chemin, Paris, Editions de la Martinière, coll. « Guisine-gastronomique », mai 2015, 216 p. (ISBN 978-2-7324-6736-8).

#### Ouvrages historiques
- Louis Mollaret et Denise Péricard-Méa, Dictionnaire de saint Jacques et Compostelle, Paris, Gisserot, 2006  (ISBN 9 782877 478847).
- Denise Péricard-Méa et Louis Mollaret, Chemins de Compostelle et Patrimoine mondial, éd. La Louve, Cahors, 2010,  (ISBN 9 782916 488349)
- Pour les autres ouvrages historiques de Denise Péricard-Méa, spécialiste sur le sujet, voir

- Bernard Gicquel, La Légende de Compostelle, Le Livre de Jacques, Paris, Tallandier, 2003  (ISBN 9 782847 340297).
- Olivier Cébe, Philippe Lemonnier, Compostelle pour les Nuls, First, 2015  (ISBN 978-2754059053)
- Adeline Rucquoi, Mille fois à Compostelle. Pèlerins du Moyen Âge, Belles Lettres, 2014
- Humbert Jacomet, L’« estrade du Gévaudan » – souvenirs et renaissance du pèlerinage de Saint-Jacques au Puy-en-Velay (XIXe siècle-XXe siècle) : in Cahiers de la Haute-Loire 2013, Le Puy-en-Velay, Cahiers de la Haute-Loire, 2013.

## Guides généraux
- Jose Maria Anguita Jaen, Le Chemin de Saint Jacques : Le guide pratique du pèlerin, León, Editorial Everest, mars 2010, 360 p. (ISBN 978-84-441-3148-1)
- Guide pratique du Chemin de Saint-Jacques de Compostelle  (ISBN 2-84454-334-0)
- Collectif, El Camino de Santiago, 1991  (ISBN 84-7782-147-X)
- Billouet A., 2012 : « Chemins de Compostelle : de village en village » Alim'agri, magazine du Ministère de l'agriculture, de l'agroalimentaire et de la forêt no 1552 (avril-mai-juin 2012) - p.  28-29

## Guides régionaux

### Chemins en Espagne

#### Camino francés
- Marie-Virginie Cambriels, Chemin de Compostelle - El Camino Francés - Saint-Jean-Pied-de-Port : Santiago, Montdoumerc, Les Editions du Vieux Crayon, coll. « Guides Miam Miam Dodo », décembre 2016, 2017e éd., 256 p. (ISBN 978-2-916446-68-4, présentation en ligne)

#### Camino del Norte
- (es) Ángel González, Camino de la Costa o Camino del Norte, Editorial Everest, mars 2004, 204 p. (ISBN 978-84-241-0479-5)

#### Camino Aragonés
- Mireille Retail, Chemin de Compostelle : La Voie d'Arles + Camino Aragonés : GR 653, Montdoumerc, Les Editions du Vieux Crayon, coll. « Guides Miam Miam Dodo », décembre 2015, 2016/2017 éd., 256 p. (ISBN 978-2-916446-51-6, présentation en ligne)

### Chemins en France

#### Via Podiensis (Le Puy-en-Velay)
- Lauriane Clouteau et Jacques Clouteau, Chemin de Compostelle - Section 1 : Le Puy-en-Velay : Cahors : GR 65, Montdoumerc, Les Editions du Vieux Crayon, coll. « Guides Miam Miam Dodo », décembre 2016, 2017e éd., 176 p. (ISBN 978-2-916446-66-0, présentation en ligne)
- Lauriane Clouteau et Jacques Clouteau, Chemin de Compostelle - Section 2 : Cahors : Roncevaux : GR 65, Montdoumerc, Les Editions du Vieux Crayon, coll. « Guides Miam Miam Dodo », décembre 2016, 2017e éd., 192 p. (ISBN 978-2-916446-67-7, présentation en ligne)

#### Via Tolosana (Toulouse)
- Mireille Retail, Chemin de Compostelle : La Voie d'Arles + Camino Aragonés : GR 653, Montdoumerc, Les Editions du Vieux Crayon, coll. « Guides Miam Miam Dodo », décembre 2015, 2016/2017 éd., 256 p. (ISBN 978-2-916446-51-6, présentation en ligne)